# Takhar
Takhar (em persa: تخار, transl. Takhār) é uma província do Afeganistão. Sua capital é a cidade de Taloqan.

## Distritos
A província de Takhar está dividida em 12 distritos:
- Bangi
- Chah Ab
- Chal
- Darqad
- Farkhar
- Ishkamish
- Kalafgan
- Khwaja Ghar
- Rustaq
- Taluqan
- Warsaj
- Yangi Qala